# Драгутин Топић
Драгутин Топић (Београд, 12. марта 1971) један је од најбољих српских атлетичара свих времена. Тренер му је био Михајло Шврака, највећи део каријере провео је у Црвеној звезди, такмичио се и за Партизан, а потом и за Војводину. После једногодишње паузе (2006), током које је радио као спортски директор Атлетског савеза Србије каријеру је наставио 2007. године и у Пекингу у августу 2008. пети пут учествовао на Олимпијским играма.

## Каријера
Од 1993. године држи државни рекорд скоку увис са прескочених 2,38 м, чиме дели 15. место на ранг листи најбољих скакача увис свих времена (светски рекордер је Кубанац Хавијер Сотомајор — 2,45 м). Први велики међународни успех Топић је постигао на светском јуниорском првенству у Пловдиву, 1990. године, када је освојио златну медаљу са јуниорским светским рекордом (2,37 м). Његов резултат из Пловдива је и данас (април 2019) званични светски рекорд у тој конкуренцији.
Три недеље касније злато је освојио и на сениорском Првенству Европе у Сплиту. На крају године га је лист Спорт прогласио за спортисту године у Југославији. На екипном првенству Србије 2012. као члан Партизана остварио је норму за наступ на Олимпијским играма у Лондону, а помогао је и да Партизан врати титулу шампиона у Хумску након дужег поста. У 41. години Топић је био међу најстаријим учесницима атлетских такмичења на Олимпијским играма у Лондону и једини атлетичар који је шест пута учествовао на највећим и најпрестижнијим светским спортским скуповима.
Учествовао је на Европском првенству у Хелсинкију 2012. године у скоку увис. У квалификацијама је скочио 2,10 метара и није се пласирао даље. У укупном пласману је заузео 30 место које дели са мађарским атлетичарем.

### Олимпијске игре
Топић је шест пута учествовао на Олимпијским играма:
- 1992. година Барселона: девето место.
- 1996. година Атланта: четврто место
- 2000. година Сиднеј: није ушао у финале.
- 2004. година Атина: десето место.
- 2008. година Пекинг: није ушао у финале (17. место).
- 2012. година Лондон: није ушао у финале (31. место)[6]

### Остало
На Светском првенству постигао је следеће пласмане у финалним такмичењима.- 1991. (Токио): девето место, 1995. (Гетеборг): деоба од осмог до десетог места, 1999. (Севиља): четврто место, 2005. (Хелсинки): девето место, 2007. (Осака): делио 31 место, 2009. и (Берлин): последње 30 место. 
У финалу Гран при серије атлетских митинга два пута је био трећи (у Паризу 1994. и у Дохи 2000. године). 
На Светском првенству у дворани у Бирмингему 2003. године заузео је четврто, а 2005. на дворанском Првенству Европе пето место. Вишеструки је првак Балкана, Југославије и Србије и Црне Горе.

### Допинг
22. фебруара 2001. године, на такмичењу у Вупертал-у, Немачка, његов узорак урина је био позитиван на норандростерон, у количини за нијансу вишој од дозвољене. Тестиран је на норандростерон и суспендован на две године.

## Занимљивости
Драгутин Топић је у сезони 1992/93. био регистрован као играч кошаркашког клуба Спартак из Суботице, да би могао да учествује на званичним Ол стар сусретима, где је два пута освајао прво место у закуцавањима. Такође је и на неким утакмицама улазио у игру, па је остала упамћена његова тројка против Црвене звезде 1993. у победи Спартака од 85:67.
Од септембра 2008. ради као менаџер Атлетског савеза Србије. Супруг је и тренер Биљане Топић, рекордерке Србије у троскоку. Њихова кћерка Ангелина је сениорска рекордерка Србије у скоку увис.
Априла 2013. Драгутин, током такмичења познат као Топ, постао је учесник ријалити-шоуа Велики брат. Стигао је до финала, одржаног 6. маја исте године. Освојио је друго место, док је победник био Жарко Стојановић.
Топић је био члан Југословенске левице (ЈУЛ).